# Xã Dodds, Quận Jefferson, Illinois
Xã Dodds (tiếng Anh: Dodds Township) là một xã thuộc quận Jefferson, tiểu bang Illinois, Hoa Kỳ. Năm 2010, dân số của xã này là 2.647 người.